# Энгельсский технологический институт
Энгельсский технологический институт (ЭТИ) — филиал Саратовского государственного технического университета имени Гагарина Ю.А. расположенный в городе Энгельс, Саратовской области. Был основан в 1956 году как учебно-консультационный пункт (УКП) Всесоюзного заочного политехнического института.

## История
Институт был основан в 1956 году как учебно-консультационный пункт (УКП) Всесоюзного заочного политехнического института. Предпосылкой для создания Энгельсского технологического института послужила нехватка инженерно-технических кадров для развивающихся в то время отраслей промышленности Энгельсского района.
Состав преподавателей, на данный момент, состоит из 12 докторов наук и 42 кандидатов наук, 8 профессоров и 26 доцентов.
Институт сотрудничает с крупнейшими предприятиями области. Выпускники института работают на таких предприятиях, как ООО ЭПО «Сигнал», ЗАО «Тролза», ООО «Роберт Бош Саратов», ОП ООО "Научно-производственное предприятие «Полипластик», ООО «Элит», ОАО «Энгельсский завод металлоконструкций», ЗАО «Опытный завод НИИХИТ», АО «Литий-Элемент», ПАО «ВНИПИгаздобыча», ООО «Молочный комбинат Энгельсский».

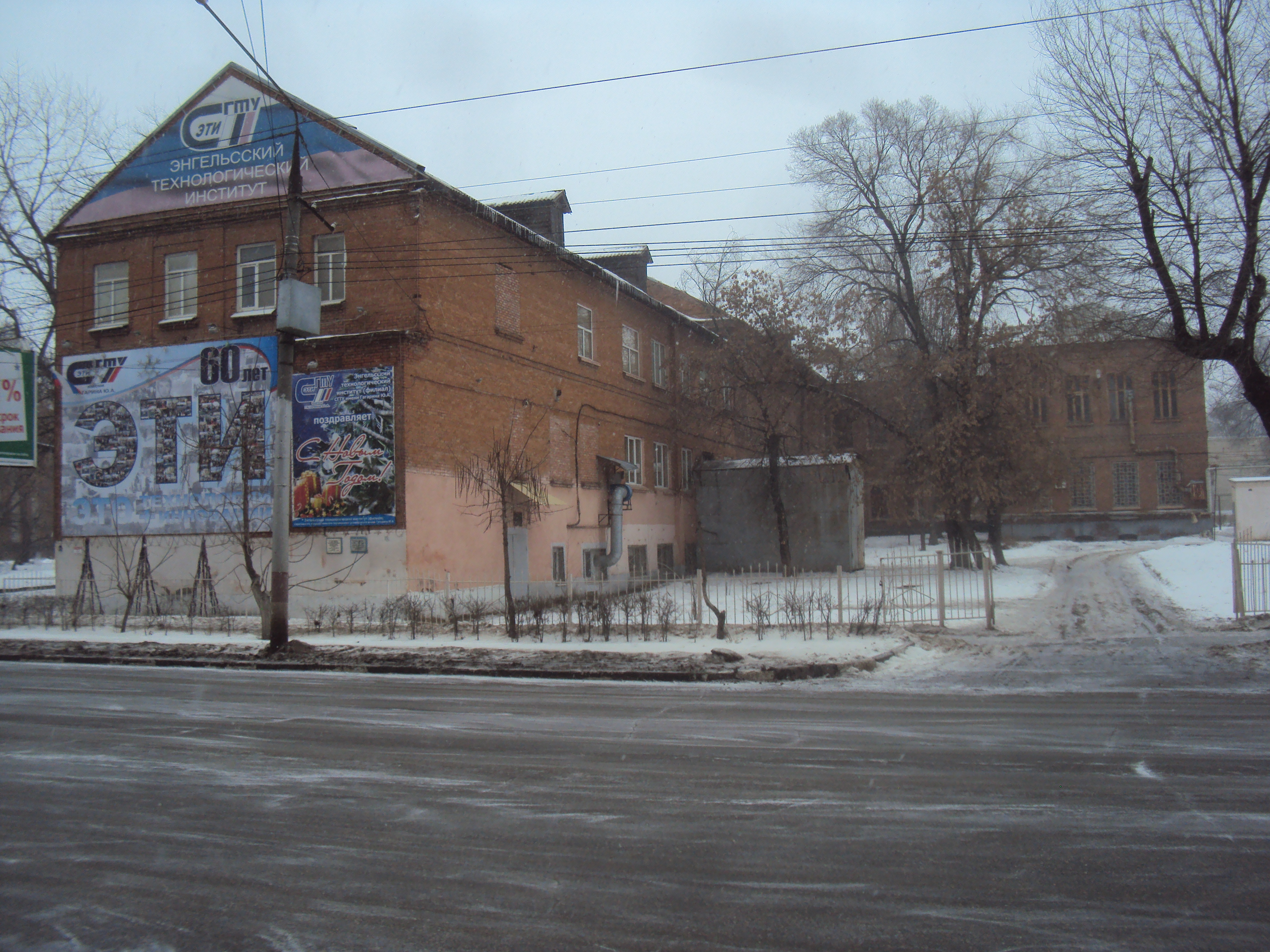
ЭТИ
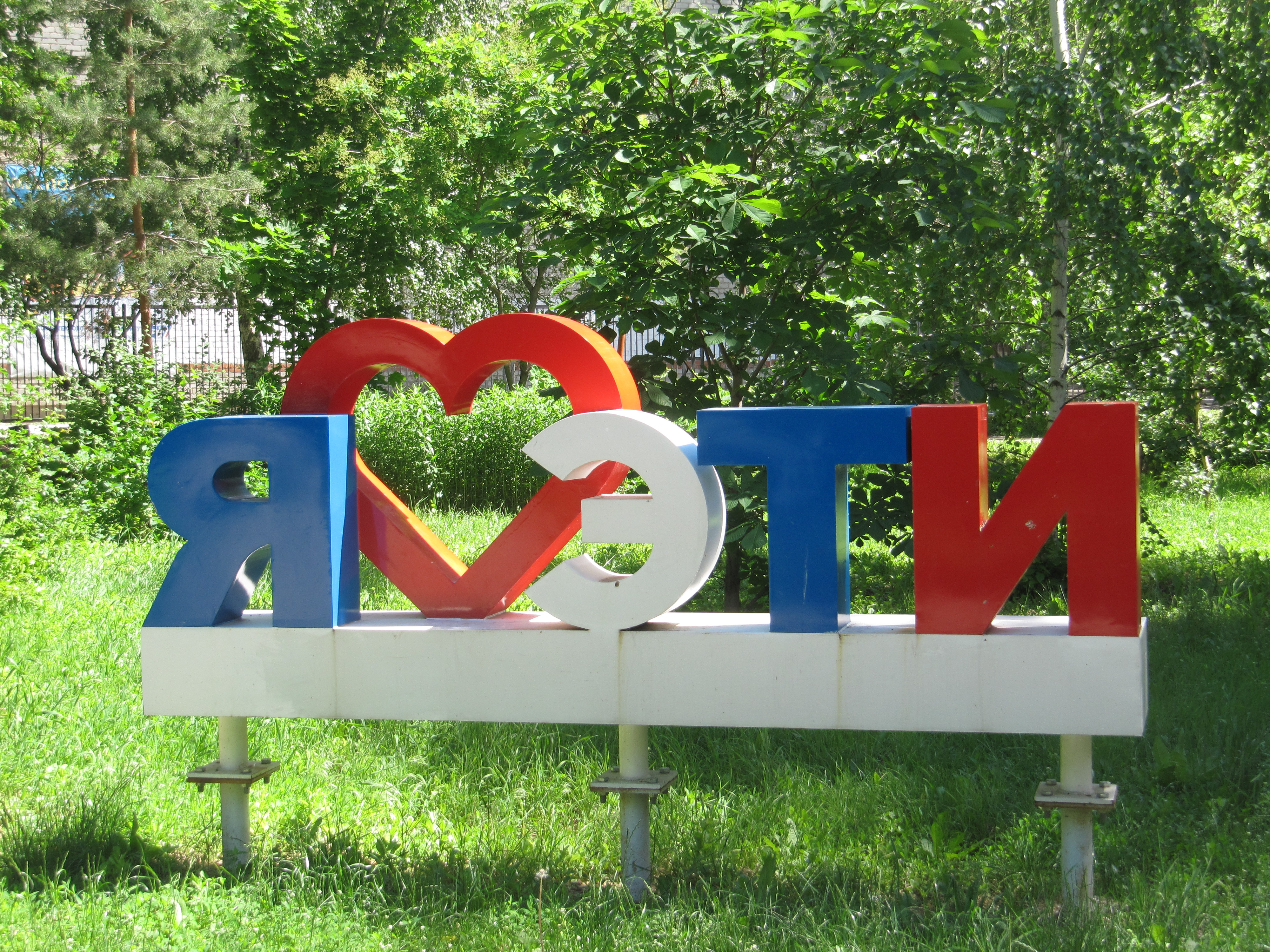
ЭТИ

## Образование
Институт предлагает следующие уровни образования:
- Высшее образование — бакалавриат, в том числе второе высшее образование
- Среднее профессиональное образование (на базе колледжа ЭТИ)
- Дополнительное профессиональное образование
- Дополнительные образовательные услуги для детей и взрослых

Инженерное дело, технологии и технические науки 
- 09.03.01 Информатика и вычислительная техника
- 15.03.02 Технологические машины и оборудование
- 15.03.05 Конструкторско-техническое обеспечение машиностроительных производств
- 15.03.01 Машиностроение
- 18.03.02 Энерго-и ресурсосберегающие процессы в химической технологии, нефтехимии и биотехнологии
- 18.03.01 Химическая технология
- 20.03.01 Техносферная безопасность
- 21.03.01 Нефтегазовое дело
- 22.03.01 Материаловедение и технология материалов
- 29.03.01 Технология изделий легкой промышленности
- 29.03.05 Конструирование изделий легкой промышленности

Среднее профессиональное
- 09.03.01 Информатика и вычислительная техника
- 15.03.02 Технологические машины и оборудование
- 15.03.05 Конструкторско-техническое обеспечение машиностроительных производств
- 15.03.01 Машиностроение
- 18.03.02 Энерго-и ресурсосберегающие процессы в химической технологии, нефтехимии и биотехнологии
- 18.03.01 Химическая технология
- 20.03.01 Техносферная безопасность
- 21.03.01 Нефтегазовое дело
- 22.03.01 Материаловедение и технология материалов
- 29.03.01 Технология изделий легкой промышленности
- 29.03.05 Конструирование изделий легкой промышленности

## Руководство института
По состоянию на декабрь 2023 года в руководстве института находятся следующие сотрудники:
- Лобанов Владимир Васильевич — директор Энгельсского технологического института (филиала) СГТУ имени Гагарина Ю. А.
- Мелентьев Вячеслав Валерьевич — первый заместитель директора ЭТИ
- Арзамасцев Сергей Владимирович — заместитель директора по учебной работе
- Панов Геннадий Дмитриевич — заместитель директора по среднему профессиональному дополнительному образованию
- Ранцев Кирилл Александрович — заместитель директора по административно-хозяйственной работе

## Структура научно-исследовательских лабораторий
- Лаборатория социологии и психологии труда и управления (кафедра «Гуманитарные науки и физвоспитание»);
- Лаборатория физико-химических исследований и математического моделирования (кафедра «Естественные и математические науки»);
- Лаборатория машины и аппараты химических производств (кафедра «Машины и аппараты нефтегазовых, химических и пищевых производств»);
- Лаборатория материаловедения (кафедра «Оборудование и технологии обработки материалов»);
- Лаборатория технологии хим. волокон и полимерных композиционных материалов (кафедра «Химические технологии»);
- Лаборатория электрохимической технологии (кафедра «Химические технологии»);
- Аналитическая лаборатория «Промышленная экология» (кафедра «Экология и дизайн»);
- Лаборатория «Экология и охрана окружающей среды» (кафедра «Экология и дизайн»);
- Лаборатория коллективного пользования «Современные методы исследования функциональных материалов и систем»[5]

## Научно-инновационная деятельность
Научно-исследовательские работы проводятся на кафедрах в следующих областях:
- Машиностроение и металлообработка;
- Химическая, легкая, пищевая отрасли промышленности;
- Индустрия наносистем и материалов;
- Нефтегазовая отрасль;
- Энергетика и энергосбережение;
- Строительная индустрия;
- Охрана окружающей среды и биотехнологии;
- Рациональное природопользование;
- Информационные технологии и телекоммуникации;
- Социокультурологические технологии.

## Известные студенты
- Епископ Симон (в миру Александр Васильевич Морозов; 1975, Энгельс) — архиерей Русской православной церкви, епископ Шахтинский и Миллеровский.